# Jöran
Jöran ist ein in Schweden sehr gängiger männlicher Vorname (dort üblicherweise Göran geschrieben). Es ist die schwedische Form von Georg und eine Verniedlichungsform von "Bauer", bedeutet also etwa "kleiner Bauer" oder "Bäuerchen".

## Namensträger
- Jöran Friberg (* 1934), schwedischer Mathematikhistoriker und Altorientalist
- Jöran Nordberg (1677–1744), schwedischer Historiker und Geistlicher
- Jöran Persson (* ca. 1530; † 1568), schwedischer Jurist und wichtigster Ratgeber von Erik XIV. von Schweden